# 하얀 노을
"하얀 노을"은 1996년에 개봉한 대한민국의 영화이다.

## 캐스팅
- 유연실 : 지영 역
- 이갑성 : 재현 역
- 권오창 : 승태 역
- 원미원 : 어머니 역
- 홍주희 : 정애 역
- 이재포 : 종욱 역
- 송인혁 : 영준 역
- 유지현 : 윤정 역
- 유은미 : 진희 역
- 박대남 : 박사 역
- 김경환 : 아들 역
- 황현지 : 딸 역